# Erich Oehme

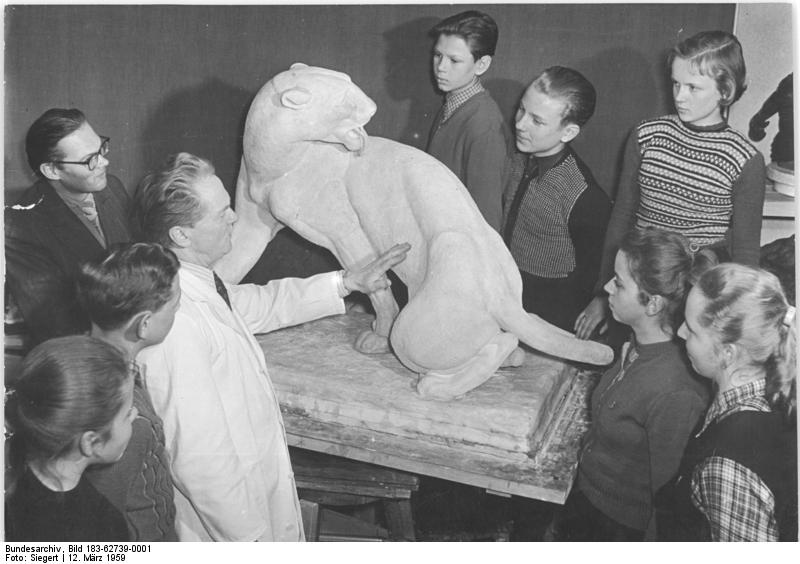
Erich Oehme mit einer Jugendgruppe in seinem Atelier, 1959

Paul Erich Oehme (* 8. August 1889 in Berthelsdorf; † 23. Oktober 1970 in Meißen) war ein deutscher Bildhauer.

## Leben und Werk
Oehme war das neunte Kind des Berthelsdorfer Fabrikarbeiters Ernst Wilhelm Oehme. Zu seinen Geschwistern gehörten Hugo Oehme und Arthur Oehme.
Von 1905 bis 1908 lernte Oehme beim Dresdner Bildhauer Friedrich Burghardt und nahm an Abendkursen der Kunstgewerbeschule Dresden teil. Von 1909 bis 1911 begab er sich auf Wanderschaft nach Berlin und für zwei Jahre nach Italien. Vom 13. November 1911 bis am 17. August 1912 arbeitete er zunächst für die Porzellanmanufaktur Nymphenburg, dann für die Porzellan-Manufaktur Meissen. Nebenher studierte er tierische Anatomie bei Wilhelm Ellenberger an der Tierärztlichen Hochschule Dresden. Nach dem Ersten Weltkrieg studierte Oehme bis 1920 als Meisterschüler von Selmar Werner an der Akademie in Dresden. Oehme besuchte auch Anatomie-Vorlesungen bei Hermann Dittrich.
In der Porzellan-Manufaktur Meissen stieg er vom Hilfsmodelleur 1936 zum Künstlerischen Leiter der Abteilung Gestaltung auf. 1944 wurde er abgelöst. Das Adressbuch verzeichnet ihn 1939 als „akadem. Modelleur und Bildhauer“ in der Talstraße 81. Er arbeitete auch mit Böttgersteinzeug und entwarf Medaillen. Oehme war Mitglied der SA.
1948 wurde er Künstlerischer Leiter der VVB Keramik Erfurt. Porzellanskulpturen nach Entwürfen von Oehme wurden auch von den Porzellanmanufakturen Volkstedt und Lichte produziert.
Oehme wurde vor allem durch seine expressiven Tierskulpturen bekannt.

Werke im Tierpark Berlin
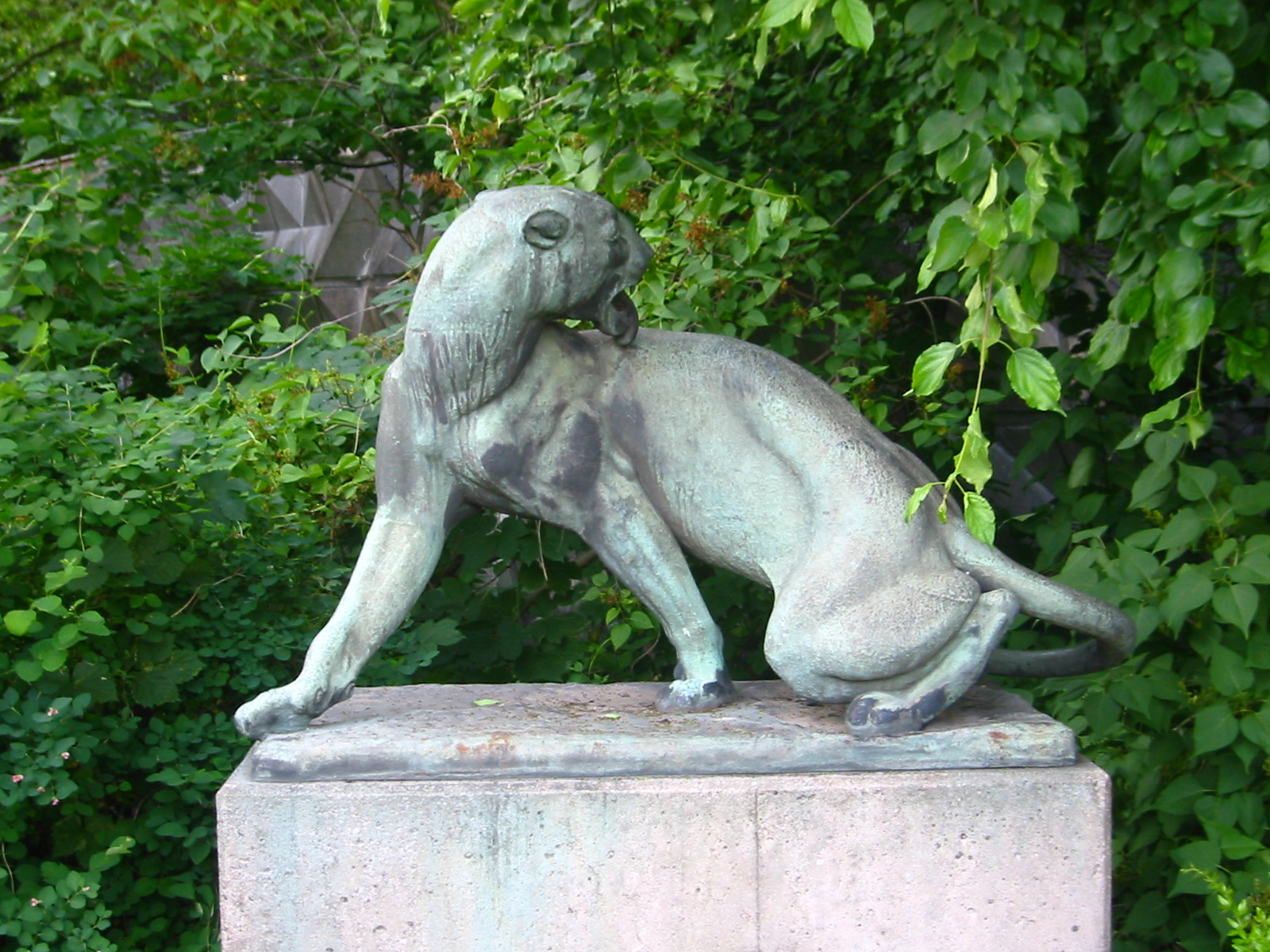
Panther (1958)
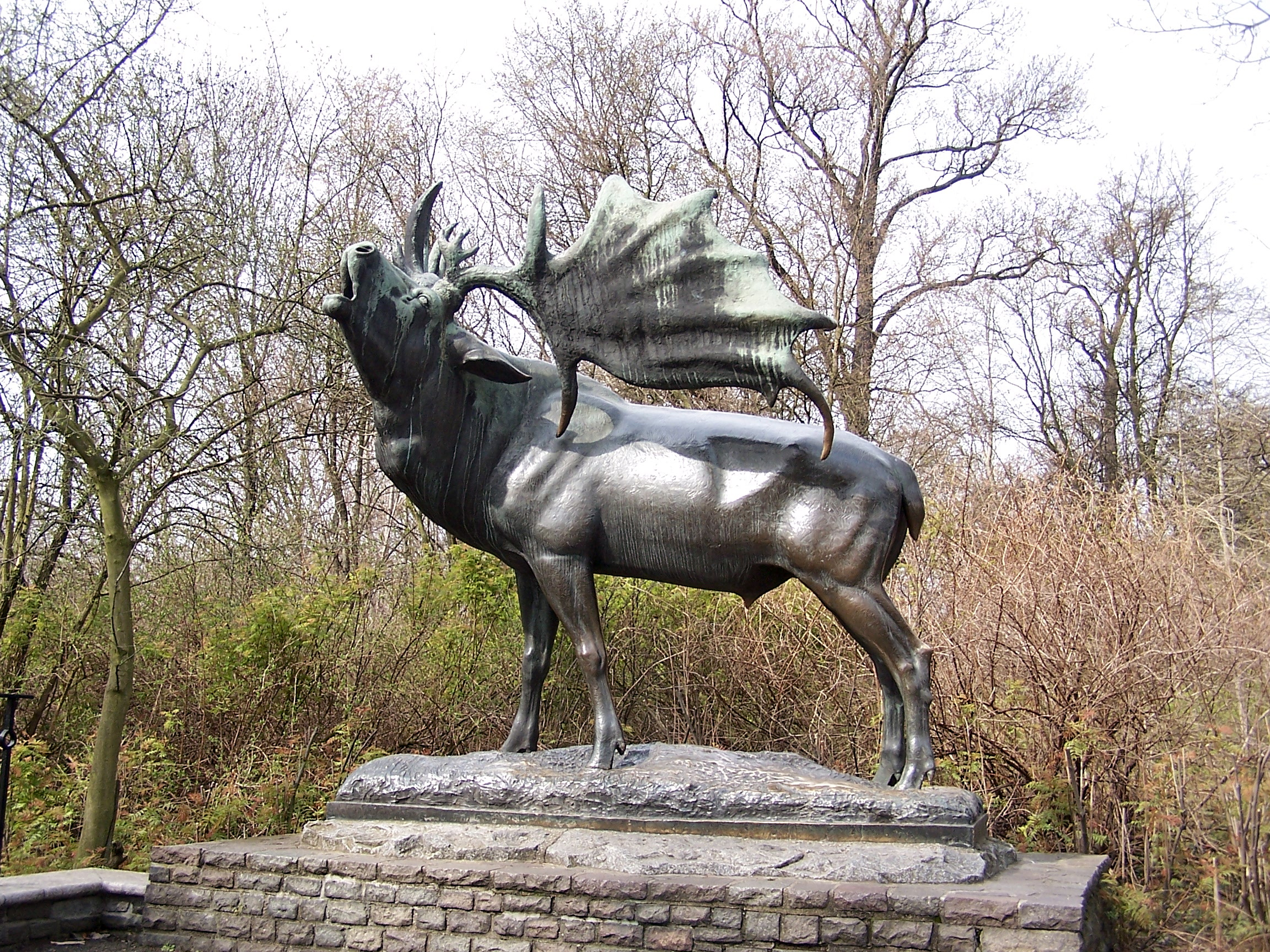
Röhrender Riesenhirsch

## Sicher belegte Teilnahme an Ausstellungen in der Zeit des Nationalsozialismus
- 1942: Dresden, Ausstellungsgebäude des Sächsischen Kunstvereins („Kunstausstellung der SA“, mit dem Bildnis des SA-Obergruppenführer Schepmann, Böttchersteinzeug).[3]
- 1943: Dresden, Brühlsche Terrasse („Große Dresdner Kunstausstellung“)
- 1943: Dresden, Brühlsche Terrasse („Kunstausstellung Gau Sachsen“)